# Потатіскорв
Potatiskorv (більш відомий як värmlandskorv у Швеції) — це регіональна шведська ковбаса з Вермланду, виготовлена з фаршу зі свинини, яловичини, цибулі та картоплі. Потатіскорв традиційно подається гарячим на Різдво у Вермланді, але часто подається гарячим або холодним протягом року. «Potatiskorv» — так називають цю ковбасу в деяких регіонах Вермланда. У більшості регіонів Швеції слово «potatiskorv» невідоме, тоді як «värmlandskorv» добре відоме та продається в комерційних цілях навколо Різдва по всій країні, на користь жителів Вермланда. У Сполучених Штатах «potatiskorv» (зазвичай пишеться «potatis korv») — це назва, яка прижилася серед людей зі шведським корінням.
У деяких частинах Смоланду є також місцева ковбаса, відома як «потатіскорв», про яку згадується в дитячих книгах Еміля Астрід Ліндгрен. Але в тій ковбасі немає яловичини, а лише картопля та свинина.